# Бокер (Гар)
Боке́р (фр. Beaucaire, окс. Bèu caire) — французский город, расположенный на берегу Роны напротив Тараскона, с которым его соединяет несколько мостов. Административно относится к департаменту Гар. Нас. 15,5 тыс. жит. (2006).

## Историческая справка
Топоним образован от латинского названия прибрежного утёса — Belli Quadrum, хотя в античности поселение на месте современного Бокера именовалось совсем иначе (Ugernum).
Осада Бокера во время Альбигойского крестового похода (1216) заняла три месяца.
На вершине утёса после того был выстроен мощный замок графов Тулузских, пострадавший во время Религиозных войн XVI века и разорённый по приказу кардинала Ришельё в отместку за мятеж герцога Гастона Орлеанского в 1632 году.
Наполеон Бонапарт рассказал о событиях, случившихся с ним в Бокере летом 1793 года, в своей брошюре «Ужин в Бокере».

## Достопримечательности
Как значительный речной порт, Бокер славился ярмаркой Магдалины, на которую каждый июль прибывали сотни тысяч гостей со всего Лангедока и Прованса. Знаменитая издревле Магдалинская ярмарка (фр.) Бокера, учрежденная, по преданию, в 1217 году графом Раймундом VI Тулузским, впервые упоминается в летописях датированных 1315 годом. Декретом от 6 января 1806 года. продолжительность её определена в 7 дней, с 21 до 28 июля. В прежние времена эта ярмарка, пользовавшаяся полной свободой от обложений, посещалась купцами и фабрикантами всех стран Европы, Леванта и даже Персии и Армении. В иные годы число чужестранцев доходило до 300 тысяч человек. Однако, отмена этих льгот с 1632 года, внешние войны, а также устроенные в Марселе, Лионе и других больших городах складочные пункты уже в XVII столетии весьма значительно подорвали значение и влияние этой ярмарки на французскую торговлю. Ещё более торговля Бокера пострадала от революции.
В городе примечательны ратуша 1683 года постройки и позднеготическая церковь Сен-Поль. От замка сохранились часовня в романском стиле и треугольный в плане донжон, откуда открывается отличный вид на долину Камарг.

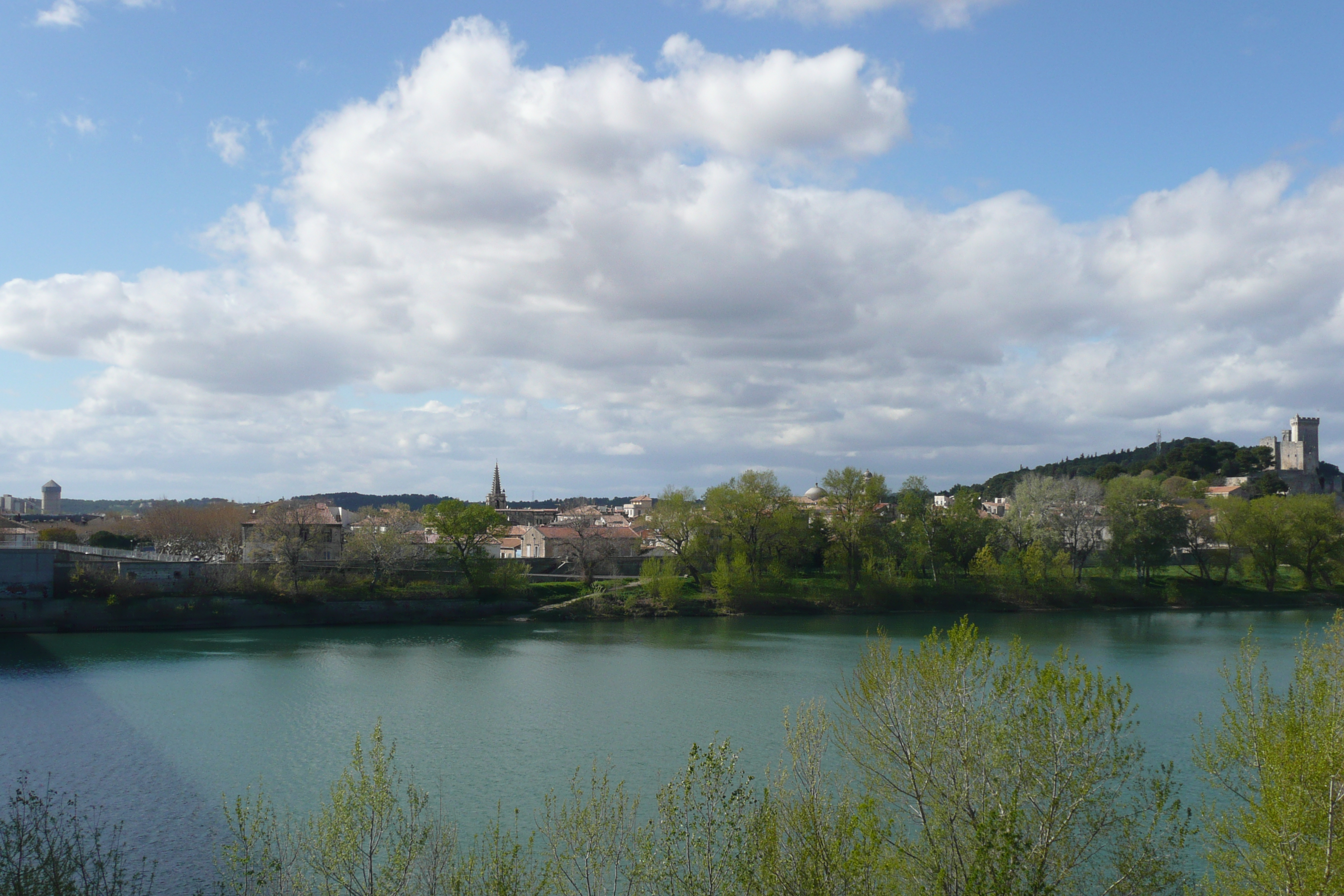
Берега Роны в Бокере
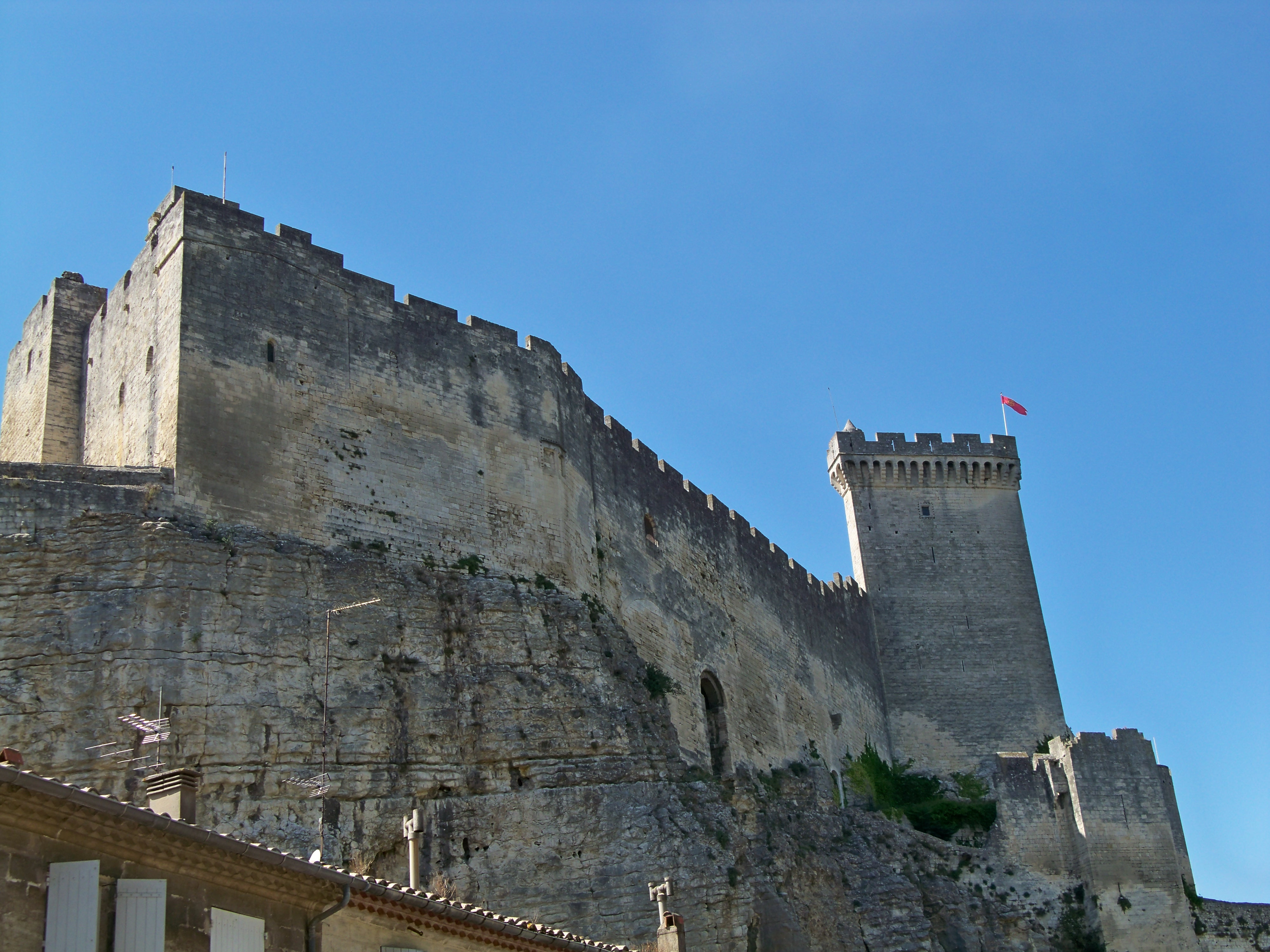
Средневековая твердыня